# Sichuan Nanzi Paiqiu Dui 2014-2015
Questa voce raccoglie le informazioni riguardanti il Sichuan Nanzi Paiqiu Dui nelle competizioni ufficiali della stagione 2014-2015.

## Organigramma societario
Area tecnica
- Allenatore: Zhang Liming

## Rosa
| N° | Nome           | Ruolo | Data di nascita   | Nazionalità sportiva |
| -- | -------------- | ----- | ----------------- | -------------------- |
| 1  | Wang Zidan     | C     | 11 novembre 1993  | Cina                 |
| 2  | Liao Guo       | L     | 14 febbraio 1996  | Cina                 |
| 3  | Deng Tingxi    | S     | 12 gennaio 1991   | Cina                 |
| 4  | Bi Xianhao     | S/O   | 26 febbraio 1994  | Cina                 |
| 5  | Feng Kejun     | S     | 4 luglio 1990     | Cina                 |
| 6  | Chen Tao       | L     | 4 ottobre 1992    | Cina                 |
| 7  | Qin Song       | C     | 23 luglio 1987    | Cina                 |
| 8  | Wen Xingxing   | P     | 6 marzo 1994      | Cina                 |
| 9  | Bogdan Olteanu | S     | 11 maggio 1980    | Romania              |
| 10 | Cao Yiming     | S/O   | 5 gennaio 1992    | Cina                 |
| 11 | Tang Cheng     | C     | 11 settembre 1991 | Cina                 |
| 12 | Mory Sidibé    | S/O   | 17 giugno 1987    | Francia              |
| 13 | Yang Guang     | P     | 19 febbraio 1991  | Cina                 |
| 14 | Lu Sichun      | S     | 16 luglio 1996    | Cina                 |
| 15 | Du Haixiang    | S     | 25 maggio 1995    | Cina                 |
| 16 | Wang Zhaorui   | C     | 3 aprile 1995     | Cina                 |
| 17 | Liu Shaokai    | P     | 28 marzo 1993     | Cina                 |
| 18 | Gao Qi         | S/O   | 19 novembre 1993  | Cina                 |
| 19 | Guo Shunxiang  | S     | 3 novembre 1997   | Cina                 |
| 20 | Zhang Jincheng | C     | 26 novembre 1998  | Cina                 |

## Mercato
| Acquisti | Acquisti       | Acquisti | Acquisti   |
| R.       | Nome           | da       | Modalità   |
| -------- | -------------- | -------- | ---------- |
| L        | Liao Guo       | ?        | ?          |
| P        | Wen Xingxing   | ?        | ?          |
| S        | Bogdan Olteanu | UPCN     | definitivo |
| S/O      | Mory Sidibé    | Paris    | definitivo |
| S        | Lu Sichun      | ?        | ?          |
| S        | Guo Shunxiang  | ?        | ?          |
| C        | Zhang Jincheng | ?        | ?          |

| Cessioni | Cessioni             | Cessioni        | Cessioni   |
| R.       | Nome                 | a               | Modalità   |
| -------- | -------------------- | --------------- | ---------- |
| S        | Niu Songshan         | ?               | ?          |
| S        | Danillo Lampariello  | ?               | definitivo |
| S/L      | Davidson Lampariello | Bento Gonçalves | definitivo |
| S/O      | Raydel Poey          | İnegöl          | definitivo |
| S        | Song Wenliang        | ?               | ?          |

## Risultati

### Volleyball League A

#### Regular season

##### Prima fase
| 1ª giornata - 16 novembre 2014 Ziyang Stadium, Ziyang                       | Sichuan   | 1 - 3 | Shandong  | 23-25, 25-22, 23-25, 27-29        |
| 2ª giornata - 20 novembre 2014 Ziyang Stadium, Ziyang                       | Sichuan   | 3 - 1 | Fujian    | 25-21, 25-19, 23-25, 25-20        |
| 3ª giornata - 23 novembre 2014 Hunnan Training Base, Shenyang               | Liaoning  | 3 - 1 | Sichuan   | 25-20, 22-25, 25-18, 25-23        |
| 4ª giornata - 27 novembre 2014 Ziyang Stadium, Ziyang                       | Sichuan   | 3 - 2 | Shanghai  | 25-17, 16-25, 25-20, 16-25, 15-8  |
| 5ª giornata - 30 novembre 2014 Ziyang Stadium, Ziyang                       | Sichuan   | 3 - 0 | Guangdong | 25-20, 25-17, 25-20               |
| 6ª giornata - 4 dicembre 2014 Laiwu City Gymnasium, Laiwu                   | Shandong  | 3 - 0 | Sichuan   | 25-22, 25-17, 25-20               |
| 7ª giornata - 7 dicembre 2014 Fujian Normal University Gymnasium, Fuzhou    | Fujian    | 3 - 2 | Sichuan   | 25-15, 24-26, 20-25, 26-24, 17-15 |
| 8ª giornata - 11 dicembre 2014 Ziyang Stadium, Ziyang                       | Sichuan   | 3 - 0 | Liaoning  | 25-12, 25-21, 25-18               |
| 9ª giornata - 14 dicembre 2014 Guangzhou Sport University Gymnasium, Canton | Guangdong | 1 - 3 | Sichuan   | 25-23, 24-26, 20-25, 20-25        |
| 10ª giornata - 18 dicembre 2014 Luwan Gymnasium, Shanghai                   | Shanghai  | 3 - 0 | Sichuan   | 25-18, 25-15, 25-18               |

##### Seconda fase
| 11ª giornata - 21 dicembre 2014 University of Technology Gymnasium, Nanchino | Jiangsu | 3 - 1 | Sichuan | 25-13, 23-25, 25-22, 25-18        |
| 12ª giornata - 25 dicembre 2014 Glory Stadium, Pechino                       | Beijing | 3 - 2 | Sichuan | 25-19, 23-25, 12-25, 25-21, 15-12 |
| 13ª giornata - 28 dicembre 2014 Ziyang Stadium, Ziyang                       | Sichuan | 3 - 0 | Jiangsu | 25-19, 25-22, 25-18               |
| 14ª giornata - 1º gennaio 2015 Ziyang Stadium, Ziyang                        | Sichuan | 2 - 3 | Beijing | 26-24, 18-25, 25-18, 19-25, 15-17 |
| 15ª giornata - 4 gennaio 2015 Xuchang College Gymnasium, Xuchang             | Henan   | 2 - 3 | Sichuan | 25-18, 25-22, 21-25, 23-25, 14-16 |
| 16ª giornata - 8 gennaio 2015 Huaibei Stadium, Huaibei                       | Bayi    | 2 - 3 | Sichuan | 20-25, 23-25, 25-20, 25-18, 13-15 |
| 17ª giornata - 11 gennaio 2015 Ziyang Stadium, Ziyang                        | Sichuan | 3 - 0 | Henan   | 25-23, 25-18, 25-15               |
| 18ª giornata - 15 gennaio 2015 Ziyang Stadium, Ziyang                        | Sichuan | 2 - 3 | Bayi    | 25-20, 22-25, 25-27, 25-19, 7-15  |

## Statistiche

### Statistiche di squadra
| Competizione        | Punti | In casa | In casa | In casa | In trasferta | In trasferta | In trasferta | Totale | Totale | Totale |
| Competizione        | Punti | G       | V       | P       | G            | V            | P            | G      | V      | P      |
| ------------------- | ----- | ------- | ------- | ------- | ------------ | ------------ | ------------ | ------ | ------ | ------ |
| Volleyball League A | 19    | 9       | 6       | 3       | 9            | 3            | 6            | 18     | 9      | 9      |
| Totale              | -     | 9       | 6       | 3       | 9            | 3            | 6            | 18     | 9      | 9      |

G = partite giocate; V = partite vinte; P = partite perse

### Statistiche dei giocatori
| Giocatore  | Volleyball League A | Volleyball League A | Volleyball League A | Volleyball League A | Volleyball League A | Totale | Totale | Totale | Totale | Totale |
| Giocatore  | P                   | PT                  | AV                  | MV                  | BV                  | P      | PT     | AV     | MV     | BV     |
| ---------- | ------------------- | ------------------- | ------------------- | ------------------- | ------------------- | ------ | ------ | ------ | ------ | ------ |
| Bi X.      | ?                   | ?                   | ?                   | ?                   | ?                   | ?      | ?      | ?      | ?      | ?      |
| Cao Y.     | ?                   | ?                   | ?                   | ?                   | ?                   | ?      | ?      | ?      | ?      | ?      |
| Chen T.    | ?                   | ?                   | ?                   | ?                   | ?                   | ?      | ?      | ?      | ?      | ?      |
| Deng T.    | ?                   | ?                   | ?                   | ?                   | ?                   | ?      | ?      | ?      | ?      | ?      |
| Du H.      | ?                   | 181                 | 163                 | 5                   | 13                  | ?      | 181    | 163    | 5      | 13     |
| Feng K.    | ?                   | 123                 | 94                  | 9                   | 20                  | ?      | 123    | 94     | 9      | 20     |
| Gao Q.     | ?                   | ?                   | ?                   | ?                   | ?                   | ?      | ?      | ?      | ?      | ?      |
| Guo S.     | ?                   | ?                   | ?                   | ?                   | ?                   | ?      | ?      | ?      | ?      | ?      |
| Liao G.    | ?                   | ?                   | ?                   | ?                   | ?                   | ?      | ?      | ?      | ?      | ?      |
| Liu S.     | ?                   | ?                   | ?                   | ?                   | ?                   | ?      | ?      | ?      | ?      | ?      |
| Lu S.      | ?                   | ?                   | ?                   | ?                   | ?                   | ?      | ?      | ?      | ?      | ?      |
| B. Olteanu | ?                   | 186                 | 169                 | 9                   | 8                   | ?      | 186    | 169    | 9      | 8      |
| Qin S.     | ?                   | 185                 | 86                  | 83                  | 16                  | ?      | 185    | 86     | 83     | 16     |
| M. Sidibé  | ?                   | 334                 | 304                 | 15                  | 15                  | ?      | 334    | 304    | 15     | 15     |
| Tang C.    | ?                   | 162                 | 101                 | 51                  | 10                  | ?      | 162    | 101    | 51     | 10     |
| Wang ZR.   | ?                   | ?                   | ?                   | ?                   | ?                   | ?      | ?      | ?      | ?      | ?      |
| Wang ZD.   | ?                   | ?                   | ?                   | ?                   | ?                   | ?      | ?      | ?      | ?      | ?      |
| Wen X.     | ?                   | ?                   | ?                   | ?                   | ?                   | ?      | ?      | ?      | ?      | ?      |
| Yang G.    | ?                   | ?                   | ?                   | ?                   | ?                   | ?      | ?      | ?      | ?      | ?      |
| Zhang J.   | ?                   | ?                   | ?                   | ?                   | ?                   | ?      | ?      | ?      | ?      | ?      |

P = presenze; PT = punti totali; AV = attacchi vincenti; MV = muri vincenti; BV = battute vincenti